# Prodidomus reticulatus
Espèce
Synonymes
- Prodidomus hirsutus Lawrence, 1927

Prodidomus reticulatus est une espèce d'araignées aranéomorphes de la famille des Prodidomidae.

## Distribution
Cette espèce est endémique de Namibie. Elle se rencontre vers Okorosave, Sesfontein, Namakunde et Ongandjera.

## Description
La femelle holotype mesure 7 mm
Le mâle décrit sous le nom Prodidomus hirsutus par Lawrence en 1927 mesure 4 mm
La femelle décrite par Cooke en 1964 mesure 6,5 mm.

## Systématique et taxinomie
Cette espèce a été décrite par Lawrence en 1927.
Prodidomus hirsutus a été placée en synonymie par Cooke en 1964.

## Publication originale
- Lawrence, 1927 : « Contributions to a knowledge of the fauna of South-West Africa V. Arachnida. » Annals of the South African Museum, vol. 25, no 1, p. 1-75 (texte intégral).